# Viișoara, Cluj
Viișoara là một xã thuộc hạt Cluj, România. Dân số thời điểm năm 2002 là 5870 người.